# Любимый Раджа
«Любимый Раджа» (хинди राजा जानी Raja Jani, урду بادشاہ جانی‎ Badshah Jani) — индийский фильм, снятый режиссёром Моханом Сегалом и вышедший в прокат в 1972 году. Пятый совместный фильм Дхармендры и Хемы Малини. Картина стала одним из самых кассовых фильмов года в Индии. В 1983 году был переснят на тамильском языке под названием Adutha Varisu с Раджникантом и Шридеви в главных ролях.
В советский прокат фильм вышел в январе 1981 года и по его итогам занял 46 место по посещаемости среди зарубежных кинолент и 12 место среди индийских, его посмотрели 40 млн человек при тираже в 978 копий.

## Сюжет
С тех пор, как погибли князь и княгиня и пропала единственная наследница их состояния, княжна Ратна, прошло двенадцать лет. Бабушка девочки до сих пор верит, что внучка жива. Воспользовавшись этим, первый министр княжества нанимает молодого человека Раджу, чтобы тот нашёл девушку,  похожую на княжну. Случай сводит Раджу с Шанно, сбежавшей из дома танцовщицей, у которой есть такая же родинка, как у Ратны. Молодой человек дает ей приют и обучает всему, что должна знать принцесса. Узнав, зачем всё это было нужно, Шанно сначала хочет бежать, но затем остается, чтобы поменять взгляды Раджи, которого она уже успела полюбить.
Во дворце, куда Шанно переехала после знакомства с бабушкой, он сталкивается с сыном первого министра, который готов хранить их секрет, только если сможет жениться на наследнице. Рассказать правду также могут родители девушки, но их первый министр прячет в тюрьму. А затем туда отправляется и Раджа, который из любви к Шанно был готов отказаться от денег и поломать все планы министра. Именно там Раджа узнает, что Шанно не родная дочь пары, которая её воспитала. Супруги, не имевшие собственных детей, нашли девочку двенадцать лет назад недалеко от места, где пропала княжна.

## В ролях
- Дхармендра — Раджа
- Хема Малини — Шанно / Ратна
- Прем Натх — первый министр Диван Гаджендра Сингх
- Прем Чопра — Пратап Бахадур
- Дурга Кхоте — княгиня Раджмата
- Джонни Уолкер — Имартилал, слуга Раджи

## Саундтрек
Этот саундтрек является одним из немногих в Болливуде, где почти все песни исполняла одна и та же певица Лата Мангешкар, а начальную песню исполнил Кишор Кумар.
Все тексты написаны Анандом Бакши, вся музыка написана дуэтом Лакшмикант-Пьярелал.
| №  | Название                         | Исполнители    | Длительность |
| -- | -------------------------------- | -------------- | ------------ |
| 1. | «Aa Aa Kuchh Kehna»              | Лата Мангешкар | 3:05         |
| 2. | «A. B. C. Chhodo»                | Лата Мангешкар | 3:10         |
| 3. | «Duniya Ka Mela Mele Mein Ladki» | Лата Мангешкар | 3:15         |
| 4. | «Jani O Jaani»                   | Кишор Кумар    | 3:15         |
| 5. | «Kitna Maza Aa Raha Hai»         | Лата Мангешкар | 3:02         |
| 6. | «Mubarak Ho Tujhe Ae Dil»        | Лата Мангешкар | 2:45         |

## Критика
Суреш Кохли из The Hindu написал, что фильм «не предлагает ничего нового ни в виде поворотов и изгибов сюжета, ни в режиссерской трактовке. Тем не менее, повествование держит интерес зрителей, благодаря умелому монтажу и прекрасному музыкальному сопровождению».